# Wolfova cena za fyziku
Wolfova cena za fyziku je izraelské vědecké ocenění, udělované každoročně Wolfovou nadací. Dalšími kategoriemi ocenění jsou ceny za matematiku, chemii, medicínu, umění a zemědělství.

## Seznam nositelů
- 1978 Chien-Shiung Wu
- 1979 George Eugene Uhlenbeck, Giuseppe Occhialini
- 1980 Michael Fisher, Leo Kadanoff, Kenneth G. Wilson
- 1981 Freeman Dyson, Gerardus 't Hooft, Victor Frederick Weisskopf
- 1982 Leon Max Lederman, Martin Lewis Perl
- 1983/4 Erwin L. Hahn, Sir Peter Hirsch, Theodore Harold Maiman
- 1984/5 Conyers Herring, Philippe Nozieres
- 1986 Mitchell Feigenbaum, Albert J. Libchaber
- 1987 Herbert Friedman, Bruno Benedetto Rossi, Riccardo Giacconi
- 1988 Roger Penrose, Stephen Hawking
- 1989 bez ocenění
- 1990 Pierre-Gilles de Gennes, David J. Thouless
- 1991 Maurice Goldhaber, Valentine L. Telegdi
- 1992 Joseph Hooton Taylor
- 1993 Benoît Mandelbrot
- 1994/5 Vitalij Lazarevič Ginzburg, Jóičiró Nambu
- 1995/6 bez ocenění
- 1997 John Archibald Wheeler
- 1998 Jakir Aharonov, Sir Michael Berry
- 1999 Dan Shechtman
- 2000 Raymond Davis Jr., Masatoši Košiba
- 2001 bez ocenění
- 2002/3 Bertrand Halperin, Anthony James Leggett
- 2004 Robert Brout, Francois Englert, Peter Higgs
- 2005 Daniel Kleppner
- 2006/7 Albert Fert, Peter Grünberg
- 2008 bez ocenění
- 2009 bez ocenění
- 2010 John F. Clauser, Alain Aspect, Anton Zeilinger
- 2011 Maximilian Haider, Harald Rose, Knut Urban
- 2012 Ja'akov Bekenstein
- 2013 Peter Zoller, Ignacio Cirac
- 2014 bez ocenění
- 2015 James D. Bjorken, Robert P. Kirshner
- 2016 Joseph Imry
- 2017 Michel Mayor, Didier Queloz
- 2018 Charles H. Bennett, Gilles Brassard
- 2019 bez ocenění
- 2020 Rafi Bistritzer, Pablo Jarillo-Herrero, Allan H. MacDonald
- 2021 Giorgio Parisi
- 2022 Anne L'Huillier, Paul Corkum, Ferenc Krausz
- 2023 bez ocenění
- 2024 Martin Rees